# Karl Lashley
Karl Spencer Lashley (Davis, Nyugat-Virginia, 1890. június 7. – Poitiers, Franciaország, 1958. augusztus 7.) amerikai pszichológus a behaviorizmus iskolájából, pszichofiziológus, úttörő agykutató.

## Életpályája, munkássága
Karl Spencer Lashely Davis-ben, Nyugat-Virginiában született amerikai pszichológus és behaviorista, aki hozzájárult a tanulás és a memória tanulmányozásához. Célja az volt, hogy a patkány agyában rátaláljon egy külön álló biológiai területre a memóriában (ahogyan ő nevezte: „engram”), amely arra a feltételezésre juttatta, hogy az emlékek nem köthetők az agy egy adott helyéhez, viszont azok az agykéreg egész területén megtalálhatók. Munkája a lokalizációval és a memória tanulmányozásával a későbbiekben segített az agykutatásban, amely bebizonyította, hogy az agy sokkal bonyolultabb, mint ahogy azt eleinte gondolták.
Miközben a doktori cím megszerzésén dolgozott a genetika területén a Johns Hopkins Egyetemen, Karl Lashley társult a befolyásos pszichológussal, John B. Watsonnal. Mialatt a posztdoktorátusán dolgozott (1914-1917), elkezdett megfogalmazni egy kutatási programot, amely lefoglalta hátralévő életét.
1920-ban pszichológiai tanársegéd lett a Minnesotai Egyetemen, Minneapolisban, ahol az agyműködés terén eredményes kutatásának köszönhetően elnyerte a professzori címet 1924-ben. Későbbiekben professzor volt még a Chicagói Egyetemen (1929-1935), a Harvard Egyetemen (1935-1955) és ő irányította a Yerkes Laboratories of Primate Biology-t Orange Parkban, Floridában 1942-1955-ig.
1938-ban beválasztották az Amerikai Pszichológiai Társaságba, az 1793-ban alakult, legrégebbi tudományos egyesületbe az Amerikai Egyesült Államokban. 1957-ben a társaságot kitüntették az éves Karl Spencer Lashley-díjjal, elismerésként az integratív neurológiai magatartás területén végzett munkájukért. 1943-ban Lashley megkapta a Daniel Giraud Elliot Medált a Nemzeti Tudományos Akadémiától.
Lashley munkássága az agyi mechanizmusok kapcsolódásán az érző receptorokhoz és a motoros aktivitás agykérgi bázisán alapult. Legjelentősebb kutatását a viselkedés megfigyelésének terén végezte, egy speciális, gondosan számszerűsített, előidézett agykérgi károsodást követően, amelyet patkányokon végzett el. Betanította őket specifikus feladatok elvégzésre (jutalmul ételt kaptak), majd módosította az állat agykérgének porcióit, a művelet előtt és után az állatok kiképzésben részesültek a kísérlettől függően. Egy bizonyos mennyiségű agyszövet eltávolítása hatással volt a tudás megszerzésére és annak megtartására, de az eltávolított kéreg hiánya nem volt hatással a patkány labirintusban mutatott teljesítményére. Ez arra a következtetésre vezette Lashely-t, hogy az emlékek nem helyhez kötöttek, de az agykéreg egész területén megtalálhatók. Ma már tudjuk, hogy az engram megoszlása az agyban valóban létezik, habár nem egyenlő mértékben oszlik el a kérgi területeken, ahogyan Lashley feltételezte. Tanulmánya a „V1”-ről (elsődleges látókéreg) arra vezette, hogy azt higgye, ez része az agy tudás és memória területének (engram). Erre a hibás következtetésre a hiányos léziós eljárás vezette.
1950-re két teóriával foglalkozott kutatásai során. Az egyik a „tömeghatás” alapelve, amely meghatározza, hogy az agykéreg egyként működik – egészként – sokféle tanulási folyamatban. A második „ekvipotencialitás” elve: ha az agy egy bizonyos része károsodik, másik terület átveheti a károsodott rész szerepét.

## Legfontosabb tanulmányai[10]
- 1923: „A behavorisztikus öntudat értelmezése.” – Psychological Review
- 1929: „Az agyi mechanizmusok és az intelligencia.”
- 1930: „Alapvető idegi mechanizmusok a viselkedésben.” – Psychological Review
- 1932: „Tanulmányok a viselkedés dinamikájáról.” – University of Chicago Press
- 1935: „A látás mechanizmusa”, 12. rész: Idegrendszeri struktúrák megszerzési és megtartási szokásai a fényre adott reakciók alapján. – Comparative Psychology Monographs 11: 43–79.
- 1943: „ Tanulmányok az agyi funkciókról a tudásban” – Journal of Comparative Neurology vol. 79.
- 1950: „ Az engram keresése” – Society of Experimental Biology Symposium 4: 454–482.
- 1951: „A szeriális rendszer problémája a viselkedésben” – Cerebral Mechanisms in Behavior

## Díjak, elismerések
- Daniel Giraud Elliot Medál (1943)

## Fordítás
- Ez a szócikk részben vagy egészben a Karl Lashley című angol Wikipédia-szócikk fordításán alapul.  Az eredeti cikk szerkesztőit annak laptörténete sorolja fel. Ez a jelzés csupán a megfogalmazás eredetét és a szerzői jogokat jelzi, nem szolgál a cikkben szereplő információk forrásmegjelöléseként.